# Dasyhelea aristolochiae
Dasyhelea aristolochiae är en tvåvingeart som först beskrevs av Camillo Rondani 1860.  Dasyhelea aristolochiae ingår i släktet Dasyhelea och familjen svidknott.
Artens utbredningsområde är Italien. Inga underarter finns listade i Catalogue of Life.